# Soichiro Mori
Soichiro Mori (japanisch 森 壮一朗 Mori Soichiro; * 29. Juni 2007 in der Präfektur Ishikawa) ist ein japanischer Fußballspieler.

## Karriere

### Verein
Soichiro Mori erlernte das Fußballspielen in der JFA Academy sowie in der Jugend von Nagoya Grampus. Der Verein aus Nagoya spielt in der ersten Liga, der J1 League. Sein Erstligadebüt gab der Jugendspieler am 28. Juni 2025 (22. Spieltag) im Auswärtsspiel gegen Sanfrecce Hiroshima. Bei dem 2:1-Auswärtserfolg wurde er in der 90.+4' Minute für Yūya Yamagishi eingewechselt. Im Februar 2026 soll er hier auch seinen ersten Profivertrag unterschreiben.

### Nationalmannschaft
Soichiro Mori spielte von 2022 bis 2023 fünfmal für die japanische U16-Nationalmannschaft.